# EA6
Az EA6 jelű sír egy egyiptomi sír Amarnában; Ehnaton fáraó egyik hivatalnoka, Paneheszi számára készült. Az amarnai sziklasírok között, a királysírtól északra helyezkedik el.

## Leírása
Paneheszi sírja a királysírnak helyet adó váditól északra elhelyezkedő hat sír, az ún. Északi sírok közül az EA6 jelet viselő. Az északi sírok általánosságban nagyobbak, mint a királysírtól délre elhelyezkedők. Paneheszi sírja Merirééhez hasonlóan arról ismert, hogy ábrázolják benne Aton nagy templomát, valamint a királyi családot.
A sír az amarnai sírokra jellemzően egyenes tengelyű. A kopt időkben külső csarnokát megnagyobbították és keresztény templomnak használták; apszisa elé mély vízmedence került bemerüléshez. Datálása alapján a sír Ehnaton uralkodásának 10. évére tehető annak alapján, hogy a királyi pár lányai közül csak négyet ábrázolnak benne; Atonnak még a korábbi névváltozata látható a kártusban (ez körülbelül ebben az időben változott meg).

### Díszítése
A bejárat ajtókeretének felső paneljén az uralkodó képei láthatóak; baloldalt Alsó-, jobboldalt Felső-Egyiptom koronáját viseli. Mögötte Nofertiti látható, baloldalt khat fejdíszben, jobboldalt közismert, lapos tetejű kék koronájában. Az uralkodópár valószínűleg kenyeret mutat be áldozatként; lányaik közül csak a legidősebb, Meritaton kíséri őket. A lentebb látható jeleneteken Ehnaton hepres koronát visel, Nofertiti a kék koronáját, és ismét ételt áldoznak. Ez alatt egy kettős jeleneten Ehnaton és Nofertiti az oltár előtt állnak három legidősebb lányukkal; baloldalt füstölőt égetnek, jobboldalt italáldozatot mutatnak be, Ehnaton mindkét jelenetben hepres koronában, Nofertiti baloldalt a lapos koronában, jobboldalt a fejére simuló fejékben. A hercegnők szisztrumot ráznak. Két törpe jelenléte arra utal, Nofertiti húga, Mutbenret is szerepelhetett az ábrázoláson, valószínűleg a hercegnők mellett vagy felett.

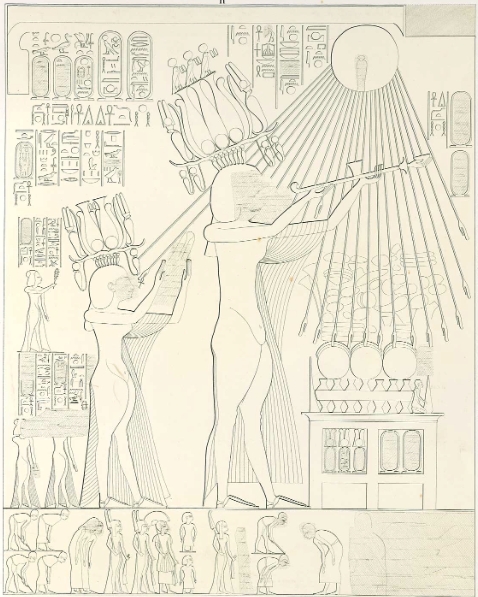
Ehnaton és Nofertiti áldozatot mutat be. Lepsius rajza

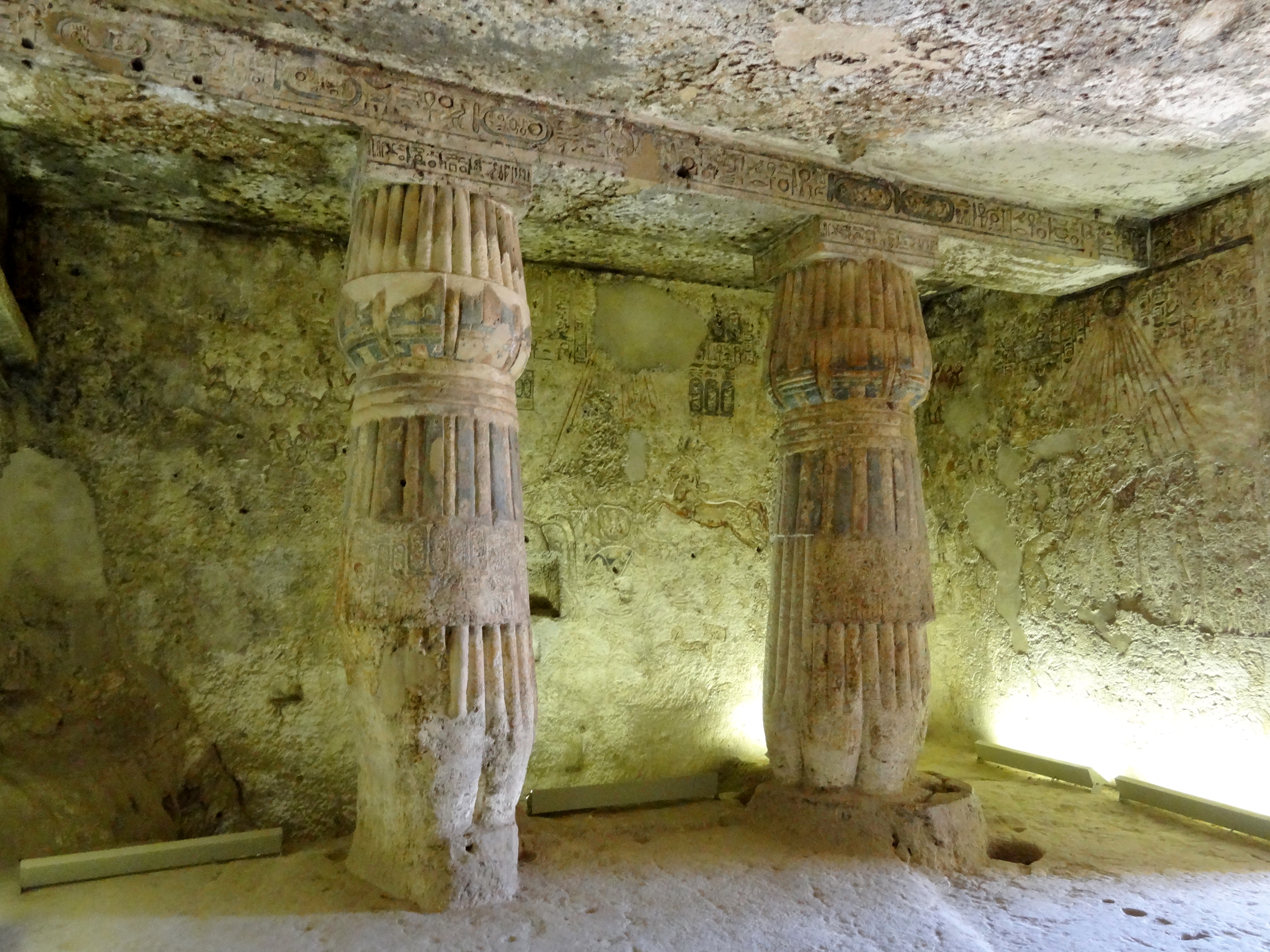
Oszlopok a sírban

A bejárati folyosó két oldalán Ehnaton és Nofertiti szehem-jogart felemelve tisztelegnek a Nap előtt, három legidősebb lányuk szisztrumot ráz. Az egyik oldalon a király hepres koronát visel, Nofertiti alakja sérült, fejéke nem megállapítható. A királyné mellett hosszasan sorolják címeit: „az örökösnő, nagy kegyben álló, Felső- és Alsó-Egyiptom úrnője, a szép arcú, ki vidám a két tollal, ki lecsillapítja a király szívét otthon; a szeretett nagy királyi hitves, a Két Föld úrnője, Nofertiti”.  A másik oldalon a király füstölőt éget sólyomfejű kanálban, a királyné pedig lótuszcsokrot mutat be az istennek. Mindketten díszes atef-koronát viselnek, Ehnaton hármas atef-koronát ureuszokkal és tetején napkorongot tartó sólymokkal, Nofertiti kettős atef-koronát ureuszokkal, ureuszforma fejpánton, khat fejéken. Az ez alatti regiszterben Mutbenret látható két törpéje, két szolgája és négy szolgálólánya kíséretében. Ez alatt Paneheszi látható, amint Atonhoz és a királyhoz imádkozik.
Az eredetileg négyoszlopos külső csarnok ajtókeretét belülről imaszövegek díszítik, fölöttük Panehszi térdelő alakja imádja az isten és a királyi pár nevét tartalmazó kártusokat. A helyiség többi jelenete:
A déli falon, keleti oldal: Paneheszi a megjelenések ablaka alatt; az ablakban Ehnaton, Nofertiti és Meritaton állnak, a királyné átkarolja lányát. Maketaton és Anheszenpaaton átölelik egymást a megjelenések ablaka mögötti helyiségben, Nofernoferuaton Ta-serit Anheszenpaaton karját fogja. A hercegnőket két dajka kíséri. Az alsó regiszterben Paneheszit háza népe üdvözli hazatérésekor.
A déli falon, nyugati oldal: Ehnaton Alsó-Egyiptom vörös koronáját viseli, Nofertiti rövid núbiai parókát; virágokat áldoznak Atonnak, négy legidősebb lányuk mögöttük áll, a két idősebbnél nem látni, mit tartanak a kezükben, Anheszenpaatonnál és Nofernoferuaton Ta-seritnél virágok, mint szüleiknél.
A keleti falon: a királyi család kocsin utazik, Ehnaton és Nofertiti saját kocsiját hajtja, mindketten kék koronában, Nofertiti bal kezében ostorral. Mögöttük két kocsin két-két hercegnő, majd három kocsin hat szolgálólány. A családot katonák kísérik. A jobb felső sarokban látszik a városközpontban álló palota is, a Megjelenések ablakával. Ez alatt a fal alatt lépcső vezet le egy díszítetlen sírkamrába. Néhány falszakasz befejezetlen.
A nyugati falon: a falszakasz alsó részét kivájták a koptok, amikor templommá alakították a helyiséget. A felső falszakaszon a nagy Aton-templom látható, amiben a királyi család épp látogatást tesz. Látható a szentély, ahol a szent benben-kő mellett a király szobra áll. Ehnaton és Nofertiti emelvényen állnak az oltár előtt, Nofertitinek csak a körvonalai látszanak. Italáldozatot mutatnak be. Meritaton kenyeret áldoz, Maketaton és Anheszenpaaton szisztrumot ráz. A hercegnőket két dajka és három szolgáló kíséri.
Az északi falon: Ehnaton ételáldozatokkal teli tálat mutat fel, Nofertiti mögötte áll és vagy a kezét emeli fel, vagy virág-, esetleg ételáldozatot, a jelenet sérültsége miatt nem látható. A kopt időkben a falszakasz egy részét kivájták, az egykori álajtó helyén szentélyfülkét alakítottak ki. Több helyen a koptok vakolattal borították a falat, majd saját dekorációjukat festették rá (egy szent képét és virágmotívumokat), ez később lepergett.
A belső csarnokba vezető folyosó bejáratát imaszövegek és Panehszi imádkozó alakja díszíti. Maga a belső csarnok is négyoszlopos volt, díszítetlen, csak az ide vezető folyosó bal oldalát díszíti Panehszi és lánya képe. Ez az egyetlen amarnai magánsír, melyben a sírtulajdonos gyermekét ábrázolják. A csarnok jobb oldalán, az oszlopok mögött negyvenhárom lépcső vezet le egy díszítetlen sírkamrába.
A belső csarnokból nyíló szentélyben eredetileg Panehszi sziklából kifaragott szobra állt, de ebből semmi nem maradt. A szentély jobb oldali falán Panehszi családját ábrázolja egy kép: Panehszi és lánya áldozati asztal előtt ül, mögötte a nővére, Abneba (vagy Abka) a két lányával. Valószínű, hogy Panehszi és a nővére is özvegyek lehettek és együtt készítettek sírt.

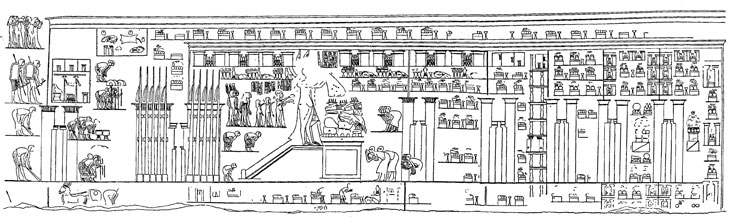
Aton templomának ábrázolása Panehszi sírjában